# Миргородський сироробний комбінат
Миргородський сироробний комбінат збудований 1982 року, головний напрям — виробництво цільномолочних продуктів та вершкового масла. 1990 року добудовується цех по виробництву морозива із проектною потужністю 2 тони на добу.

## Загальні відомості
Червнем 2002 року комбінат входить до складу ДП «Мілкіленд-Україна», припиняється виробництво на застарілому обладнанні цільномолочної продукції і морозива. Підприємство почало виробництво переважно твердих сирів і сухої молочної сироватки.
В 2004—2010 проводилася масштабна реконструкція комбінату — капітальний ремонт цеху дозрівання і зберігання твердого сиру, також покрівель усіх комбінатівських приміщень, реконструйовано адміністративний будинок, встановлено нове сироварне обладнання, вироблене в Голландії, Німеччині, Угорщині, Україні; введено в експлуатацію цех плавлених сирів, комп'ютеризовано процес прийому, аналізу молока та реалізації твердих сирів.
Після реконструювання підприємство може виробляти на добу до 250 тон молока, виробляти 24 тон сиру твердого, сухої сироватки — 11,5 тон, плавленого сиру — 4 тони. На складських приміщеннях є можливим зберігати до 860 тон дозріваючого і готового твердого сиру.
Молоко для виробництва закуповується від господарств усіх форм власності в 12 районах Полтавської області.
Загалом комбінат в 2010-х роках виробляє 23 найменування твердих сирів, 29 — плавлених та сухе знежирене молоко.
2009 року продукція комбінату перемогла в конкурсі «100 найкращих товарів України». Комбінат нагороджено Почесною Грамотою Міністерства аграрної політики та продовольства України: «за розширення асортименту молочної продукції на основі впровадження прогресивних технологій».
З 31 липня 2014 року комбінат зупинив виробництво та законсервував обладнання в зв'язку із забороною Росспоживнагляду ввезення молочної продукції з України в Росію, до якої постачалося 70-90 % продукції. З 80 працюючих на підприємстві лишилося 25, сам завод працює як молокоприймальний пункт, з нього сировина відвантажується на інші переробні заводи ДП «Мілкіленд-Україна».